# Jules Paul Loebnitz
Jules Paul Loebnitz, né le 5 août 1836 à Paris où il meurt le 20 octobre 1895, est un céramiste et faïencier français.

## Biographie
M. Pichenot fonde en 1833 la faïencerie Pichenot-Loebnitz. En 1841, il entreprend de fabriquer des panneaux de faïence ingerçable pour intérieurs de cheminées et revêtements divers. Sa production est primée à l’exposition de 1844. En 1857, Jules Paul Loebnitz lui succède à la direction de la manufacture. Il produit principalement des poêles et des plaques de cheminées.
À partir de 1860, Jules Loebnitz se lance  dans la céramique architecturale. À l'Exposition universelle de 1878, sa collaboration avec l'architecte Paul Sédille est remarquée : il travaille au pavillon Schneider et remporte une médaille d'or pour une façade de 12 mètres de haut entièrement en terre cuite et faïence à la porte des Beaux-arts. 
Par la suite, Loebnitz et Sédille collaborent régulièrement :
- deux panneaux de faience qui obtiennent une médaille d'honneur à l’exposition d'Amsterdam de 1882, intégrés en 1884 à la porte de l’Exposition de l'Union Centrale des Arts Décoratifs ;
- terres cuites émaillées du magasin du Printemps, en 1883 ;
- bâtiment de la faïencerie Loebnitz, en 1884 ;
- façade de la Maison Dumas au 32 rue Eugène-Flachat, en 1892.

Loebnitz décore, entre autres :
- la gare du Champ de Mars ;
- la gare du Havre et l'Opéra de Monte-Carlo ;
- la coupole du monument à Jeanne d'Arc (Bonsecours) sur les hauteurs de Rouen ;
- le palais des Beaux-Arts de l'Exposition universelle de 1889, dont le  square Paul-Langevin conserve quelques vestiges[1].

Avec le sculpteur Léon Chédeville, il réalise en 1881 une plaque représentant  deux anges adorant le Sacré-Cœur pour l'église Notre-Dame-de-la-Croix de Ménilmontant.
Jules Loebnitz meurt à Paris en 1895. Il est inhumé au cimetière du Père-Lachaise (division 82).
Malgré la qualité reconnue de sa production, la faïencerie Loebnitz peine à se mécaniser et doit fermer en 1935.

## Galerie

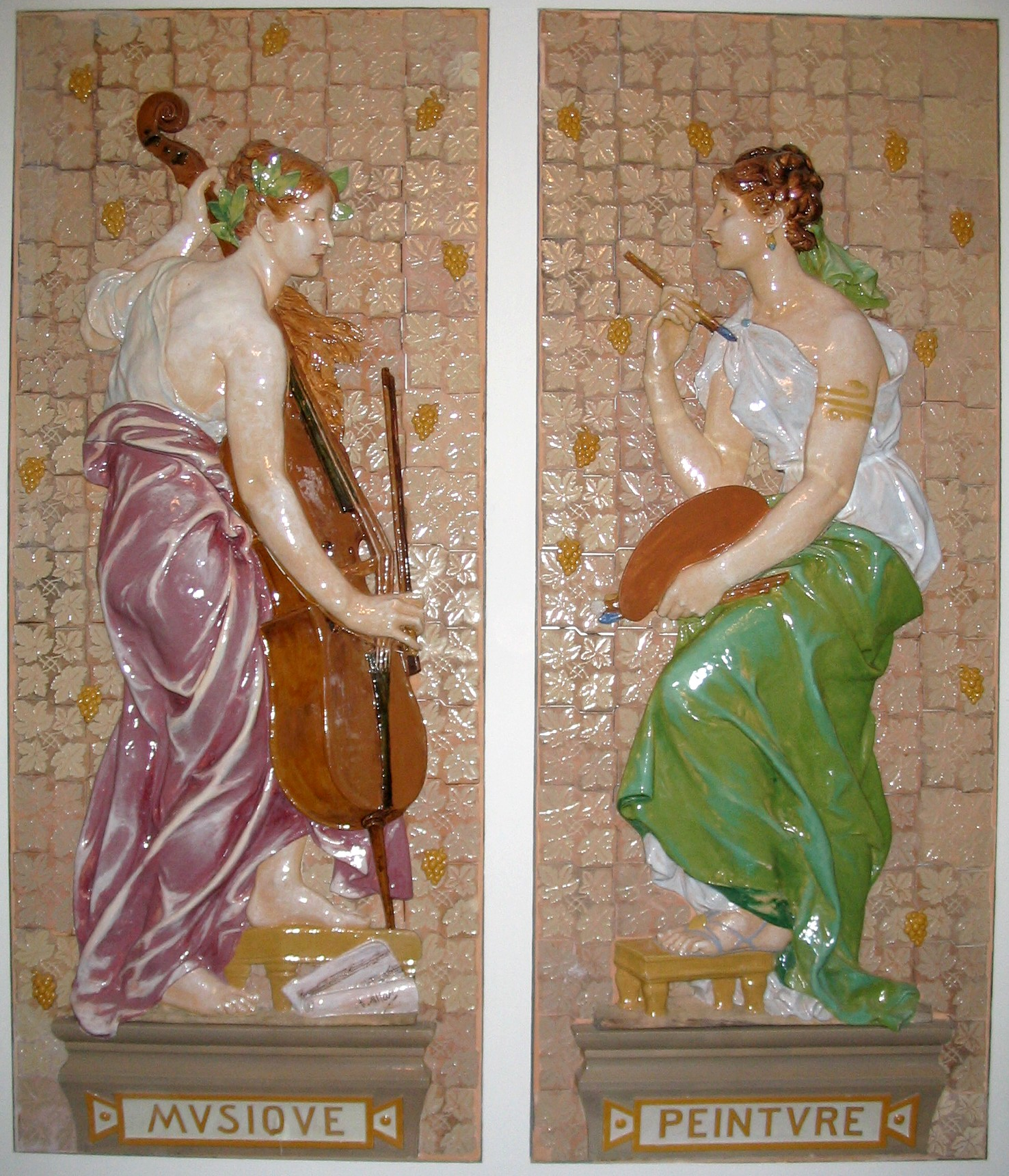
La peinture et La musique (1889) d'après André-Joseph Allar. Musée de la céramique de Rouen.
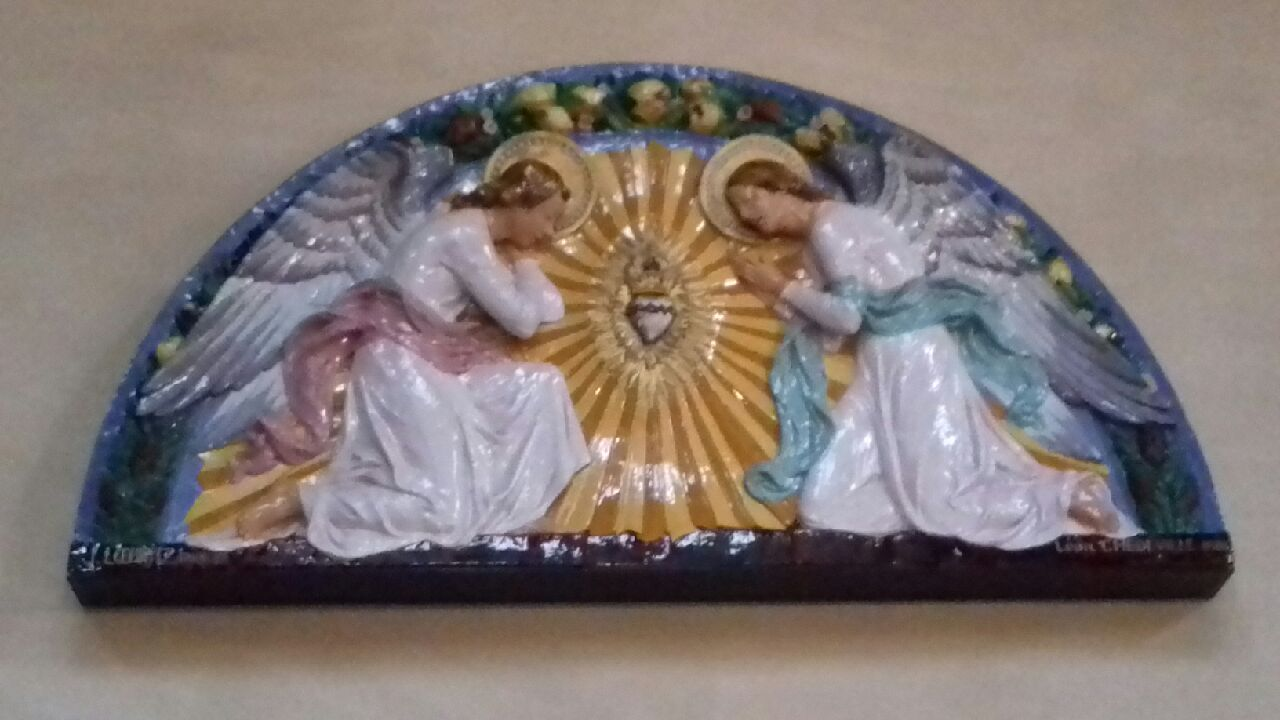
Deux anges adorant le Sacré-Cœur (1881) d'après  Léon Chédeville. Église Notre-Dame-de-la-Croix de Ménilmontant.
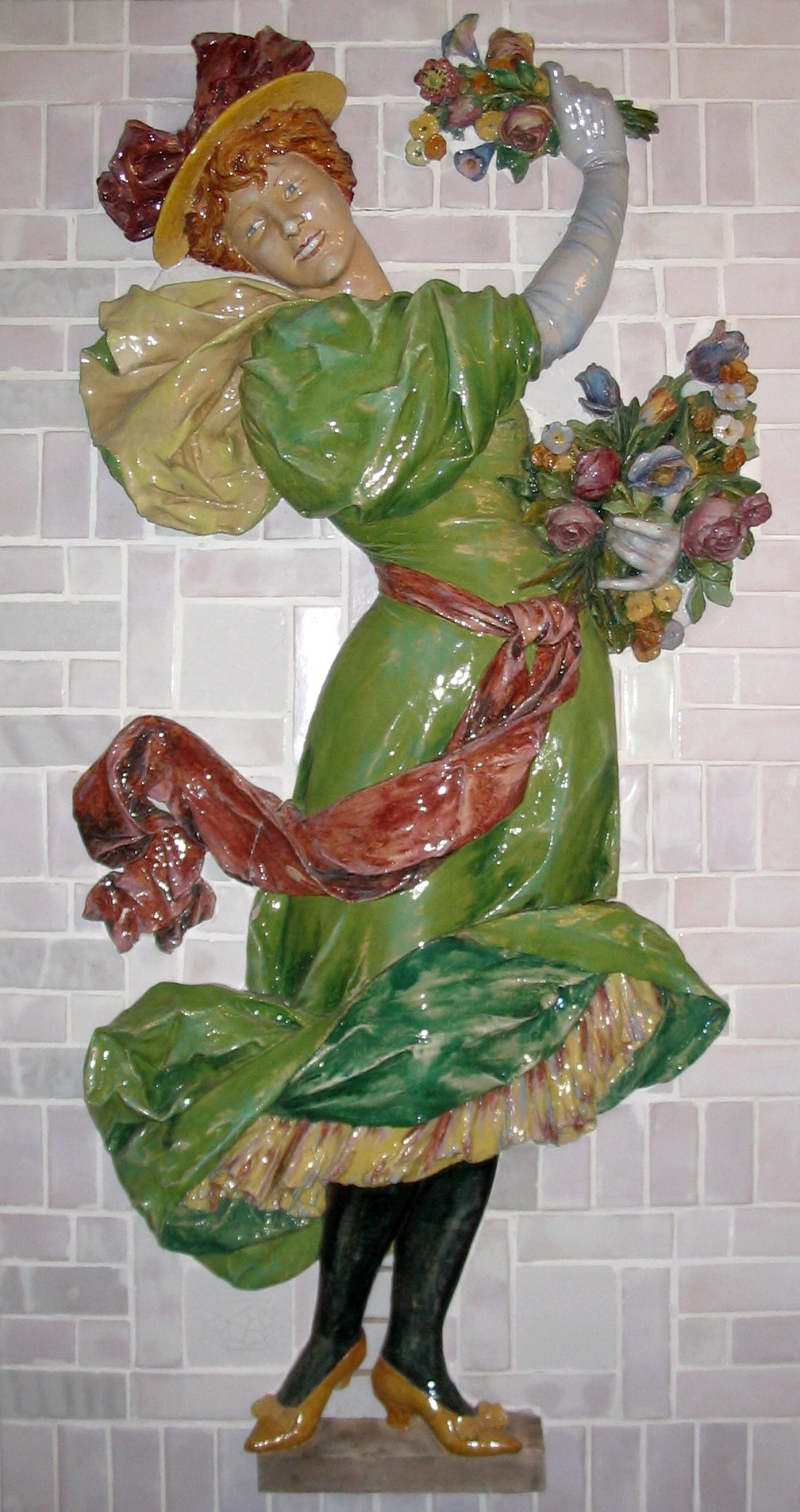
Les Fleurs (1894) d'après Jules Blanchard. Musée de la céramique de Rouen.